# Brunfelsia acunae
Brunfelsia acunae là loài thực vật có hoa trong họ Cà. Loài này được Hadac mô tả khoa học đầu tiên năm 1970.